# Grand Bay-Westfield
Pour les articles homonymes, voir Grand Bay et Westfield.
Grand Bay-Westfield est une ville du comté de Kings, située au sud du Nouveau-Brunswick.

## Toponyme
Le nom original de Grand bay est Grande Baye, qui fut donné par les Français.
La provenance du nom de Westfield est quant à elle discutée, l'origine pouvant être soit la ville de Westfield, Massachusetts, dont venaient beaucoup des premiers pionniers anglais, soit tout simplement la situation géographique, le village étant situé sur la rive ouest du fleuve Saint-Jean.

## Géographie

### Situation
Grand Bay-Westfield est située sur la rive droite (ouest) du fleuve Saint-Jean, directement au nord de la ville de Saint-Jean, dans le comté de Kings.
Grand Bay-Westfield est limitrophe de Saint-Jean au sud, de la paroisse de Musquash au sud-ouest ainsi que de la paroisse de Westfield à l'ouest et au nord. Au-delà du fleuve, à l'est, se trouve le village de Westfield.

### Logement
La ville comptait 2031 logements privés en 2021 dont 1965 occupés par des résidents habituels. Parmi ces logements, 90,8 % sont individuels, 15 sont jumelés, 10 sont en rangée, 75 sont des appartements ou duplex ,105 sont dans des immeubles de moins de 5 étages. Les logements possédés ont une valeur moyenne de 239 600 $, comparativement à 868 200 $ $ pour la province.

## Histoire

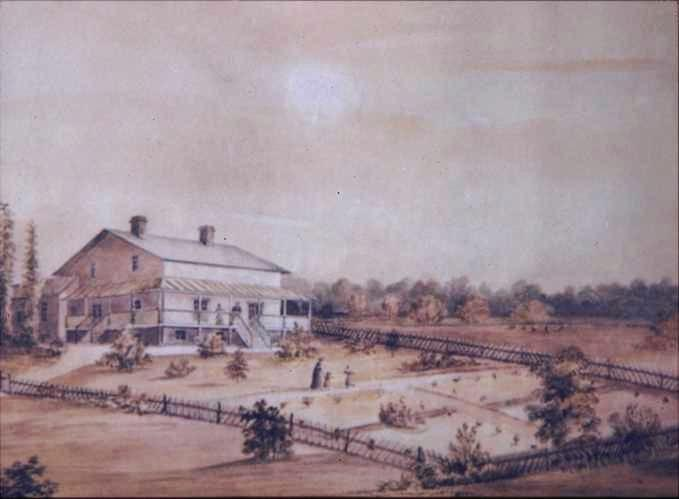
Coffin House en 1839.

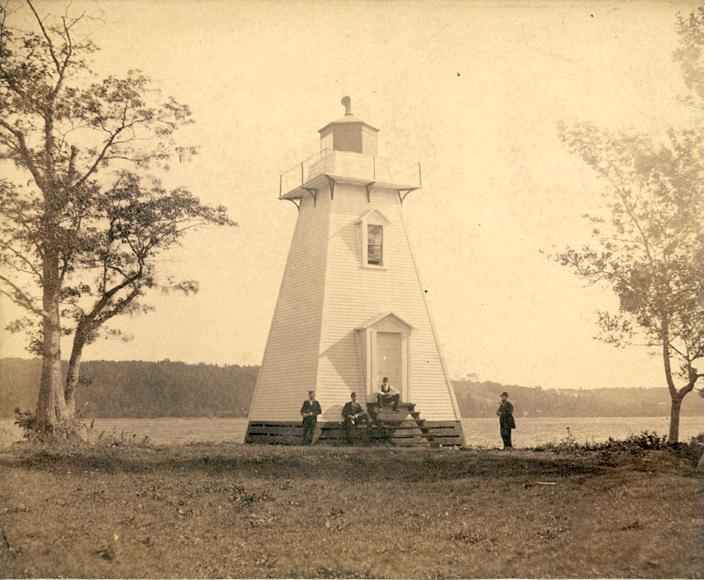
Phare de la pointe Belyas vers 1898.

Grand Bay-Westfield est situé dans le territoire historique des Malécites. Ceux-ci fondent un petit village fortifié du nom de Nérépisse, à l'embouchure de la rivière Nérépisse dans le fleuve Saint-Jean. Le Français Charles Deschamps de Boishébert le renforce en 1753 sous le nom de fort Boishébert. Le fort est rapidement abandonné et détruit. Il se peut qu'il y ait eu un village acadien près du fort.
Westfield est fondé à la fin du XVIIIe siècle par des colons anglais. L'économie du village tourne alors autour de l'agriculture et de l'exploration forestière. Grand Bay est fondé au XXe siècle, en tant que lieu de villégiature, et habitée de façon permanente après la Deuxième Guerre mondiale. Le secteur devient par la suite une banlieue dortoir de Saint-Jean, offrant des services à la campagne environnante. L'école primaire de Grand Bay est inaugurée en 1947 et l'école de Westfield ouvre ses portes en 1951. Westfield est constitué en village en 1966. L'école Inglewood accueille ses premiers étudiants en 1970. Grand Bay devient une ville en 1972. L'école intermédiaire River Valley est inaugurée en 1976. Grand Bay et Westfield sont fusionnées le 1er janvier 1998 pour former Grand Bay-Westfield,.
Une portion du district de services locaux (DSL) de la paroisse de Westfield est annexée à la ville le 1er janvier 2023, dans le cadre de la réforme de la gouvernance locale.

## Démographie
La ville comptait 4 981 habitants en 2006, soit une baisse de 0,6 % en 5 ans. Il y a en tout 1795 ménages dont 1525 familles. Les ménages comptent en moyenne 2,8 personnes tandis que les familles comptent en moyenne 3,0 personnes. Les ménages sont composés de couples avec enfants dans 35,9 % des cas, de couples sans enfants dans 34,3 % des cas et de personnes seules dans 14,8 % des cas alors que 14,8 % des ménages entrent dans la catégorie autres (familles monoparentales, colocataires, etc.). 82,3 % des familles comptent un couple marié, 4,6 % comptent un couple en union libre et 13,1 % sont monoparentales. Dans ces dernières, une femme est le parent dans 87,5 % des cas. L'âge médian est de 40,7 ans, comparativement à 41,5 ans pour la province. 81,3 % de la population est âgée de plus de 15 ans, comparativement à 83,8 % pour la province. Les femmes représentent 51,4 % de la population, comparativement à 51,3 % pour la province. Chez les plus de 15 ans, 24,7 % sont célibataires, 62,0 % sont mariés, 3,1 % sont séparés, 5,3 % sont divorcés et 4,7 % sont veufs. De plus, 5,6 % vivent en union libre.
Les autochtones représentent 1,0 % de la population et 0,3 % des habitants font partie d'une minorité visible. Les immigrants représentent 3,7 % de la population et il n'y a pas de résidents permanents. 1,7 % des habitants ne sont pas citoyens canadiens et 70,5 % des habitants âgés de plus de 15 ans sont issus de familles établies au Canada depuis trois générations ou plus. En date du 16 mai 2006, 91,0 % des gens avaient la même adresse depuis au moins un an alors que 2,9 % habitaient auparavant ailleurs dans la même ville, que 4,9 % habitaient ailleurs dans la province, que 0,8 % habitaient ailleurs au pays et que 0,5 % habitaient ailleurs dans le monde. À la même date, 71,6 % des gens avaient la même adresse depuis au moins cinq ans alors que 11,9 % habitaient auparavant ailleurs dans la même ville, que 13,6 % habitaient ailleurs dans la province, que 2,4 % habitaient ailleurs au pays et que 0,5 % habitaient ailleurs dans le monde.
La langue maternelle est le français chez 4,1 % des habitants, l'anglais chez 94,1 % et les deux langues chez 0,3 % alors que 1,4 % sont allophones. Les deux langues officielles sont comprises par 17,7 % de la population alors qu'aucun habitant n'est unilingue francophone, que 82,3 % sont unilingues anglophones et qu'aucun ne connait ni l'anglais ni le français. Le français est parlé à la maison par 1,7 % des gens, l'anglais par 97,6 % et une langue non officielle seule par 0,5 %. Le français est utilisé au travail par 0,5 % des employés et l'anglais par 97,7 % alors que 1,4 % des employés utilisent les deux langues officielles et que 0,5 % utilisent uniquement une langue non officielle.
Chez les plus de 15 ans, 20,1 % n'ont aucun certificat, diplôme ou grade, 30,5 % ont uniquement un diplôme d'études secondaires ou l'équivalent et 35,3 % détiennent aussi un certificat, un diplôme ou un grade post-secondaire; par comparaison, ces taux s'élèvent à 29,4 %, 26,0 % et 44,6 % au provincial. Parmi la même tranche d'âge, 13,3 % des gens possèdent un diplôme d'un programme d'un an au CCNB ou l'équivalent, 17,5 % détiennent un diplôme d'un programme de trois ans au CCNB ou l'équivalent, 4,6 % ont un diplôme ou un certificat universitaire inférieur au baccalauréat et 13,9 % ont un certificat, un diplôme ou un grade universitaire plus élevé. Parmi ces diplômés, 3,6 % sont formés en enseignement, 0,6 % en arts ou en communications, 1,6 % en sciences humaines, 1,2 % en sciences sociales ou en droit, 12,0 % en commerce, en gestion ou en administration, 1,1 % en sciences et technologies, 1,1 % en mathématiques ou en informatique, 16,6 % en architecture, en génie ou dans des domaines connexes, 0,7 % en agriculture, en ressources naturelles ou en conservation, 8,9 % en santé, parcs, récréation ou conditionnement physique, 1,5 % en services personnels, de protection ou de transport et aucun dans d'autres domaines. Les diplômés post-secondaires ont terminé leurs études à l'extérieur du pays dans 5,0 % des cas.
| 1976 | 1981  | 1986  | 1991  | 1996  |
| ---- | ----- | ----- | ----- | ----- |
| -    | 1 100 | 1 113 | 1 203 | 1 167 |

| 1976 | 1981  | 1986  | 1991  | 1996  |
| ---- | ----- | ----- | ----- | ----- |
| -    | 3 173 | 3 319 | 3 613 | 3 713 |

| 2001  | 2006  | 2011  | 2016  | - |
| ----- | ----- | ----- | ----- | - |
| 4 949 | 4 981 | 5 117 | 4 964 | - |

## Économie
(septembre 2024).
Le recensement de 2006 de Statistique Canada fournit aussi des données sur l'économie. Chez les habitants âgés de plus de 15 ans, le taux d'activité était alors de 63,4 %, le taux d'emploi était de 59,4 % et le taux de chômage était de 6,3 % ; à titre de comparaison, ceux de la province étaient respectivement de 63,7 %, 57,3 % et 10,0 %.
Chez les personnes âgées de 15 ans et plus, 2 795 ont déclaré des gains et 3 810 ont déclaré un revenu en 2005. 93,1 % avaient aussi déclaré des heures de travail non rémunérées. Le revenu médian s'élevait alors à 28 323 $ avant et à 24 643 $ après impôt, comparativement à la moyenne provinciale de 22 000 $ avant et 20 063 $ après impôt; les femmes gagnaient en moyenne 5 107 $ de moins que les hommes après impôt, soit 19 536 $. En moyenne, 77,4 % du revenu provenait de gains, 11,1 % de transferts gouvernementaux et 11,6 % d'autres sources. 6,5 % de toutes les personnes dans les ménages avaient un faible revenu après impôt, une proportion montant à 8,9 % pour les moins de 18 ans.
Parmi la population active occupée, 4,2 % des gens travaillaient à domicile, 0,4 % travaillaient en dehors du pays, 8,3 % étaient sans lieu de travail fixe et 87,5 % avaient un lieu de travail fixe. Parmi les travailleurs ayant un lieu de travail fixe, 11,7 % travaillaient en ville, 1,7 % travaillaient ailleurs dans le comté, 75,2 % travaillaient dans un autre comté et 1,0 % travaillaient dans une autre province.
Entreprise Saint-Jean, membre du Réseau Entreprise, a la responsabilité du développement économique.

## Administration

### Conseil municipal
Le conseil municipal est formé d'une mairesse et de cinq conseillers généraux. Le conseil municipal actuel est élu lors de l'élection quadriennale du 7 juin 2021. 
| Mandat      | Fonctions   | Nom(s) |
| ----------- | ----------- | --- |
| 2012 - 2016 | Mairesse    | Brittany Merrifield |
| 2012 - 2016 | Conseillers | jim Balcomb (Councillor) John Balemans (Councillor), Beverley Day (Councillor) and Stephanie McIntosh Lawrence (Councillor) |

Anciens conseils municipaux
Un conseil est formé à la suite de l'élection du 12 mai 2008. Le conseil municipal suivant est élu lors de l'élection quadriennale du 14 mai 2012,
| Mandat      | Fonctions   | Nom(s)                                                                                       |
| ----------- | ----------- | -------------------------------------------------------------------------------------------- |
| 2012 - 2016 | Mairesse    | M. Grace Losier                                                                              |
| 2012 - 2016 | Conseillers | David R. Calvin, Beverley A. Day, Steve D. Evans, Michael Bruce Likely et H. Ryan Snodgrass. |

| Mandat      | Fonctions   | Nom(s)                                                                           |
| ----------- | ----------- | -------------------------------------------------------------------------------- |
| 2008 - 2012 | Mairesse    | M. Grace Losier                                                                  |
| 2008 - 2012 | Conseillers | Tammy L. Archer, David R. Calvin, Beverley A. Day, Diane McGowan, Brenda Murphy. |

| Période                                  | Période  | Identité            | Étiquette | Qualité |
| ---------------------------------------- | -------- | ------------------- | --------- | ------- |
|                                          | en cours | Brittany Merrifield |           |         |
|                                          |          |                     |           |         |
| Les données manquantes sont à compléter. |          |                     |           |         |

### Représentation et tendances politiques
(septembre 2024).
Grand Bay-Westfield est membre de l'Union des municipalités du Nouveau-Brunswick.
 Nouveau-Brunswick: Grand Bay-Westfield fait partie de la circonscription provinciale de Fundy-River Valley, qui est représentée à l'Assemblée législative du Nouveau-Brunswick par Jim Parrott, du Parti progressiste-conservateur. Il fut élu en 2010.
 Canada: Grand Bay-Westfield fait partie de la circonscription électorale fédérale de Nouveau-Brunswick-Sud-Ouest, qui est représentée à la Chambre des communes du Canada par Gregory Francis Thompson, ministre des Anciens Combattants et membre du Parti conservateur. Il fut élu lors de la 40e élection fédérale, en 1988, défait en 1993 puis réélu à chaque fois depuis 1997.

### Chronologie municipale
La paroisse de Westfield fut l'une des 36 paroisses créées à l'origine en 1786. Son territoire fut légèrement changé en 1796. Le comté de Kings fut constitué en municipalité durant les années 1870. La municipalité fut dissoute le 9 novembre 1966. La paroisse devint alors un district de services locaux (DSL). Les villages de Pamdenec, de Grand Bay et de Westfield furent séparés de la paroisse par la suite, de même que le nouveau DSL de Westfield. En 1988, le village de Pamdenec ainsi qu'une une partie de la paroisse de Westfield furent annexés à Grand Bay. Grand Bay et Westfield fusionnèrent en 1998 pour former Grand Bay-Westfield.

## Vivre à Grand Bay-Westfield

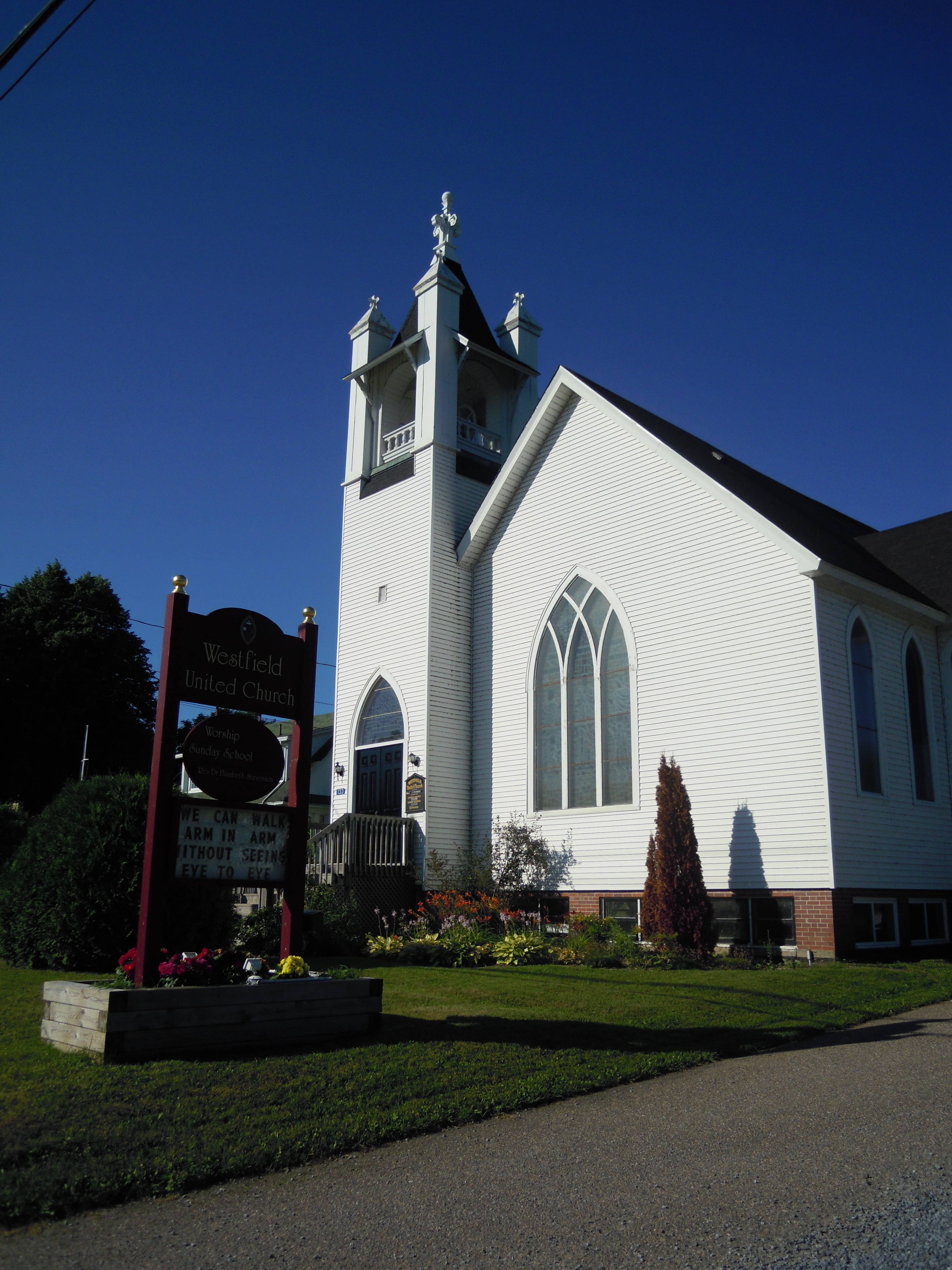
Église unie Westfield.

### Éducation
Grand Bay-Westfield compte plusieurs écoles publiques anglophones faisant partie du district scolaire #8.
- École primaire de Grand Bay, maternelle à la 2e année;
- École Westfield, maternelle à la 5e année, programme d'immersion française;
- École Inglewood, 3e à la 5e année;
- École intermédiaire River Valley, 6e à la 8e année, programme d'immersion française.

Les élèves doivent poursuivre leurs études à Saint-Jean.
La ville est incluse dans le territoire du sous-district 9 du district scolaire Francophone Sud. L'école Samuel-de-Champlain de Saint-Jean est l'établissement francophone le plus proche alors que les établissements d'enseignement supérieurs les plus proches sont dans le Grand Moncton.

### Autres services publics
La ville possède un terminal de traversiers dans sa partie Westfield qui lui permet de relier le village de Hardings Point dans la péninsule de Kingston. Grand Bay-Westfield possède aussi une caserne de pompiers et un poste d'Ambulance Nouveau-Brunswick. La ferme Lonewater est un centre de traitement des dépendances à long terme pour hommes comptant 40 lits.
La ville possède un poste de la Gendarmerie royale du Canada. Il dépend du district 3, dont le bureau principal est situé à Hampton. Il y a aussi un bureau de poste.
La ville bénéficie du club de golf Westfield.

### Médias
Grand Bay-Westfield est desservi par le quotidien anglophone Telegraph-Journal, de Saint-Jean. L'hebdomadaire River Valley News est publié sur place et le Westides, basé à Hampton est aussi distribué. Le quotidien francophone est L'Acadie nouvelle, publié à Caraquet. Les francophones bénéficient aussi de l'hebdomadaire L'Étoile, de Dieppe, et du mensuel Le Saint-Jeannois, de Saint-Jean.

### Sport et parcs
La plage de Westfield est une plage d'eau douce non surveillée, disposant d'une aire de pique-nique. Il y a aussi un quai.

### Religion
Grand Bay-Westfield compte deux églises catholiques romaines faisant partie du diocèse de Saint-Jean, l'église St. Augustine's et l'église St. Matthew's. L'église de la Résurrection est une église anglicane faisant partie du diocèse de Fredericton.

## Culture

### Personnalités
- Rolf Duschenes, architecte, membre de l'ordre du Canada.

### Architecture et monuments
La ferme Mount Hope est un site historique provincial.

### Langues
Selon la Loi sur les langues officielles, Grand Bay-Westfield est officiellement anglophone puisque moins de 20 % de la population parle le français.